# Ecce Homo
|  | Aquest article tracta sobre l'aspecte bíblic. Vegeu-ne altres significats a «Ecce Homo (Elías García Martínez)». |

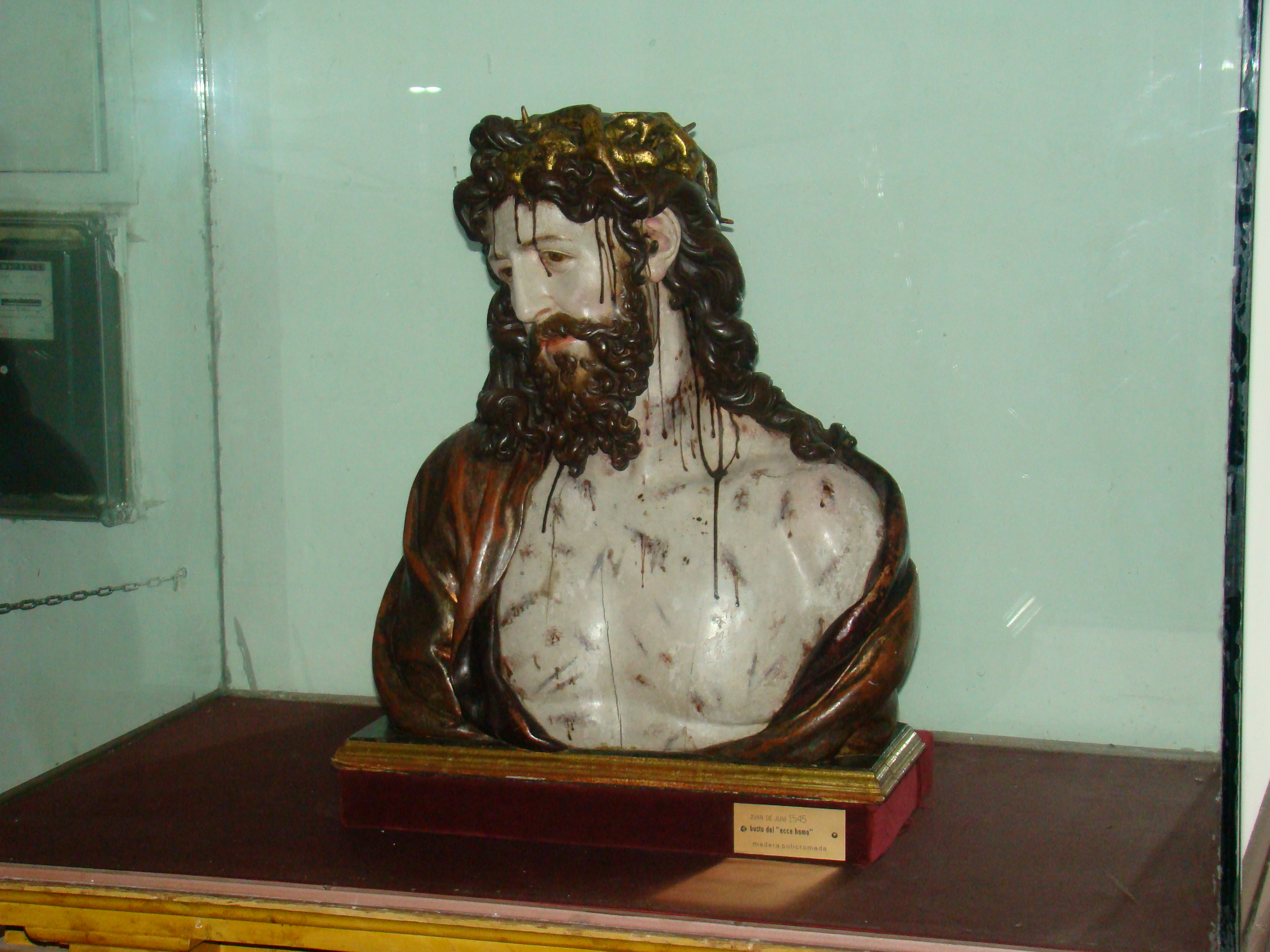
Ecce Homo al Museu Catedralici de Valladolid per Juan de Juni.

Ecce Homo (llatí per a aquest és l'home o heus aquí l'home), traducció llatina que apareix en la Vulgata de la frase grega ιδου ο ανθρωπος. Es tracta, segons l'Evangeli de Joan (19,5), de les paraules pronunciades pel governador romà Ponç Pilat quan va presentar Jesús de Natzaret flagel·lat, lligat, amb un mantell de color porpra i una corona d'espines. Pilat mostrava la intenció de ridiculitzar aquell que s'havia atribuït la condició de rei davant la munió hostil amb l'objecte de conèixer el seu veredicte final sobre la seva persona, atès que per la seva banda no veia clar un motiu de condemna.
En l'actualitat la frase es fa servir per a donar el sentit de físicament deteriorat; per exemple, en enunciats com vingué fet un eccehomo s'entén que la persona a la qual es fa referència presenta una imatge física plena de ferides, cops i mostra un semblant llastimós.
L'episodi bíblic és un tema molt popular en l'art cristià, i l'Ecce Homo és usualment emprat com a títol per a qualsevol treball artístic que representa l'escena.